# Samuel Minkyo
Samuel Minkyo, de son nom complet Samuel François Minkyo Bamba, est un musicien camerounais, mort en 1995. Il est auteur en 1928 de la musique de l'hymne national du Cameroun, avec un texte compilé par René Jam Afanen.

## Biographie

### Enfance et débuts
Samuel Minkyo est né le 18 juin 1909 et est originaire de Bikalla au sud Cameroun. C'est un Goumba de Lolodorf.
Il est élève de l'Ecole Normale des instituteurs de Foulassi. Il est de la première promo de 1925 à 1928. Il côtoie d'autres élèves parmi lesquels René Jam Afane, Moïse Nyatte Nko'o.

### Hymne national du Cameroun
Foulassi en 1928 possède une école normale d'instituteurs. Les élèves de la première promotion de l’Ecole de la localité composeront les strophes de l’hymne national. L'un des rares hymnes africains composés par les nationaux.
René Jam Afane est celui qui compile et compose les paroles finales. Samuel Minkyo Bamba,,,, et Moïse Nko'o Nyatte  sont les compositeurs de la musique.

### Droits d'auteurs et reconnaissance
En septembre 2014, ses ayants droit perçoivent 250 mille fcfa de droit d'auteurs.
En 1991, la CRTV au cours d'une de ses éditions des journaux parlés, a présenté la rétrocession d’un bâtiment à Samuel Minkyo Bamba de son vivant pour lui manifester « la reconnaissance de la nation » pour son œuvre. Ce que la famille dément.